# Daniel Ciofani
Daniel Ciofani (Avezzano, Abruzos, Italia; 31 de julio de 1985) es un exfutbolista italiano. Jugaba de delantero.

## Trayectoria
El 30 de junio de 2013, Ciofani fichó en el Frosinone.
El 9 de agosto de 2019, el delantero firmó con el Cremonese.
Anunció su retiro en octubre de 2024, para comenzar su carrera como entrenador.

## Estadísticas
Actualizado al último partido disputado el 12 de febrero de 2023
| Club                         | Div.          | Temporada     | Liga  | Liga  | Copas nacionales | Copas nacionales | Copas internacionales | Copas internacionales | Total | Total |
| Club                         | Div.          | Temporada     | Part. | Goles | Part.            | Goles            | Part.                 | Goles                 | Part. | Goles |
| ---------------------------- | ------------- | ------------- | ----- | ----- | ---------------- | ---------------- | --------------------- | --------------------- | ----- | ----- |
| Pescara · Italia             | 2.ª           | 2004-05       | 1     | 0     | 0                | 0                | —                     | —                     | 1     | 0     |
| Pescara · Italia             | 2.ª           | 2005-06       | 9     | 1     | 1                | 0                | —                     | —                     | 10    | 1     |
| Celano · Italia              | 4.ª           | 2006-07       | 30    | 7     | —                | —                | —                     | —                     | 30    | 7     |
| Celano · Italia              | Total club    | Total club    | 30    | 7     | 0                | 0                | 0                     | 0                     | 30    | 7     |
| Pescara · Italia             | 3.ª           | 2007-08       | 2     | 0     | —                | —                | —                     | —                     | 2     | 0     |
| Pescara · Italia             | Total club    | Total club    | 12    | 1     | 1                | 0                | 0                     | 0                     | 13    | 1     |
| Gela · Italia                | 4.ª           | 2007-08       | 15    | 7     | —                | —                | —                     | —                     | 15    | 7     |
| Gela · Italia                | Total club    | Total club    | 15    | 7     | 0                | 0                | 0                     | 0                     | 15    | 7     |
| Cisco/Atletico Roma · Italia | 4.ª           | 2008-09       | 34    | 17    | —                | —                | —                     | —                     | 34    | 17    |
| Cisco/Atletico Roma · Italia | 4.ª           | 2009-10       | 36    | 23    | 0                | 0                | —                     | —                     | 36    | 23    |
| Cisco/Atletico Roma · Italia | 3.ª           | 2010-11       | 36    | 17    | —                | —                | —                     | —                     | 36    | 17    |
| Cisco/Atletico Roma · Italia | Total club    | Total club    | 106   | 57    | 0                | 0                | 0                     | 0                     | 106   | 57    |
| Gubbio · Italia              | 2.ª           | 2011-12       | 37    | 8     | 3                | 1                | —                     | —                     | 40    | 9     |
| Gubbio · Italia              | Total club    | Total club    | 37    | 8     | 3                | 1                | 0                     | 0                     | 40    | 9     |
| Perugia · Italia             | 3.ª           | 2012-13       | 30    | 13    | 2                | 1                | —                     | —                     | 32    | 14    |
| Perugia · Italia             | Total club    | Total club    | 30    | 13    | 2                | 1                | 0                     | 0                     | 32    | 14    |
| Frosinone · Italia           | 3.ª           | 2013-14       | 34    | 17    | 4                | 2                | —                     | —                     | 38    | 19    |
| Frosinone · Italia           | 2.ª           | 2014-15       | 41    | 13    | 1                | 0                | —                     | —                     | 42    | 13    |
| Frosinone · Italia           | 1.ª           | 2015-16       | 37    | 9     | 0                | 0                | —                     | —                     | 37    | 9     |
| Frosinone · Italia           | 2.ª           | 2016-17       | 43    | 16    | 2                | 1                | —                     | —                     | 45    | 17    |
| Frosinone · Italia           | 2.ª           | 2017-18       | 31    | 13    | 2                | 1                | —                     | —                     | 33    | 14    |
| Frosinone · Italia           | 1.ª           | 2018-19       | 32    | 5     | 0                | 0                | —                     | —                     | 32    | 5     |
| Frosinone · Italia           | Total club    | Total club    | 218   | 73    | 9                | 2                | 0                     | 0                     | 227   | 77    |
| Cremonese · Italia           | 2.ª           | 2019-20       | 36    | 5     | 3                | 0                | —                     | —                     | 39    | 5     |
| Cremonese · Italia           | 2.ª           | 2020-21       | 37    | 11    | 1                | 0                | —                     | —                     | 38    | 11    |
| Cremonese · Italia           | 2.ª           | 2021-22       | 35    | 8     | 1                | 0                | —                     | —                     | 36    | 8     |
| Cremonese · Italia           | 1.ª           | 2022-23       | 19    | 3     | 3                | 0                | —                     | —                     | 21    | 3     |
| Cremonese · Italia           | Total club    | Total club    | 127   | 27    | 8                | 0                | 0                     | 0                     | 135   | 27    |
| Total carrera                | Total carrera | Total carrera | 575   | 193   | 23               | 6                | 0                     | 0                     | 598   | 199   |

## Vida personal
Su hermano Matteo también es futbolista, y compartieron equipo en el Frosinone entre 2013 y 2018.